# Ball Glacier (James Ross Island, Antarktis)
Ball Glacier är en glaciär i Antarktis. Den ligger i Västantarktis. Argentina, Chile och Storbritannien gör anspråk på området. Ball Glacier ligger 216 meter över havet.
Terrängen runt Ball Glacier är huvudsakligen kuperad, men västerut är den bergig. Havet är nära Ball Glacier åt nordost. Trakten är obefolkad. Det finns inga samhällen i närheten. 